# Fort Zeelandia (Tajvan)

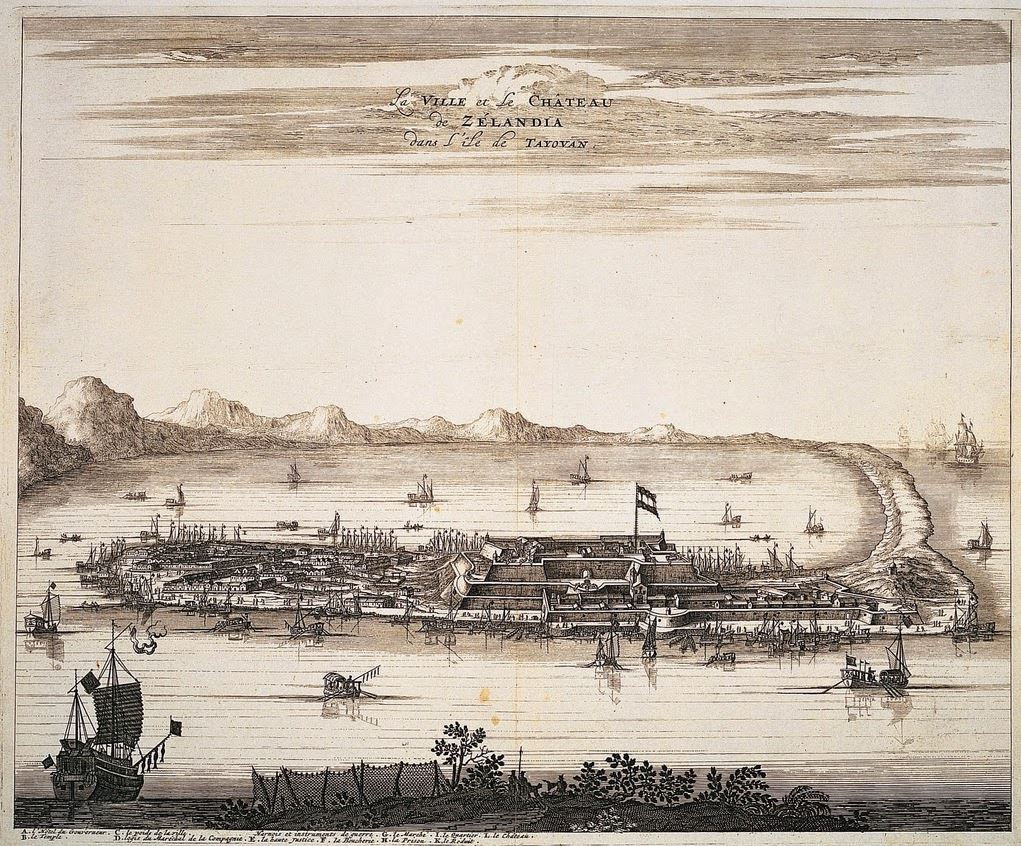
Fort Zeelandia, Tajvan

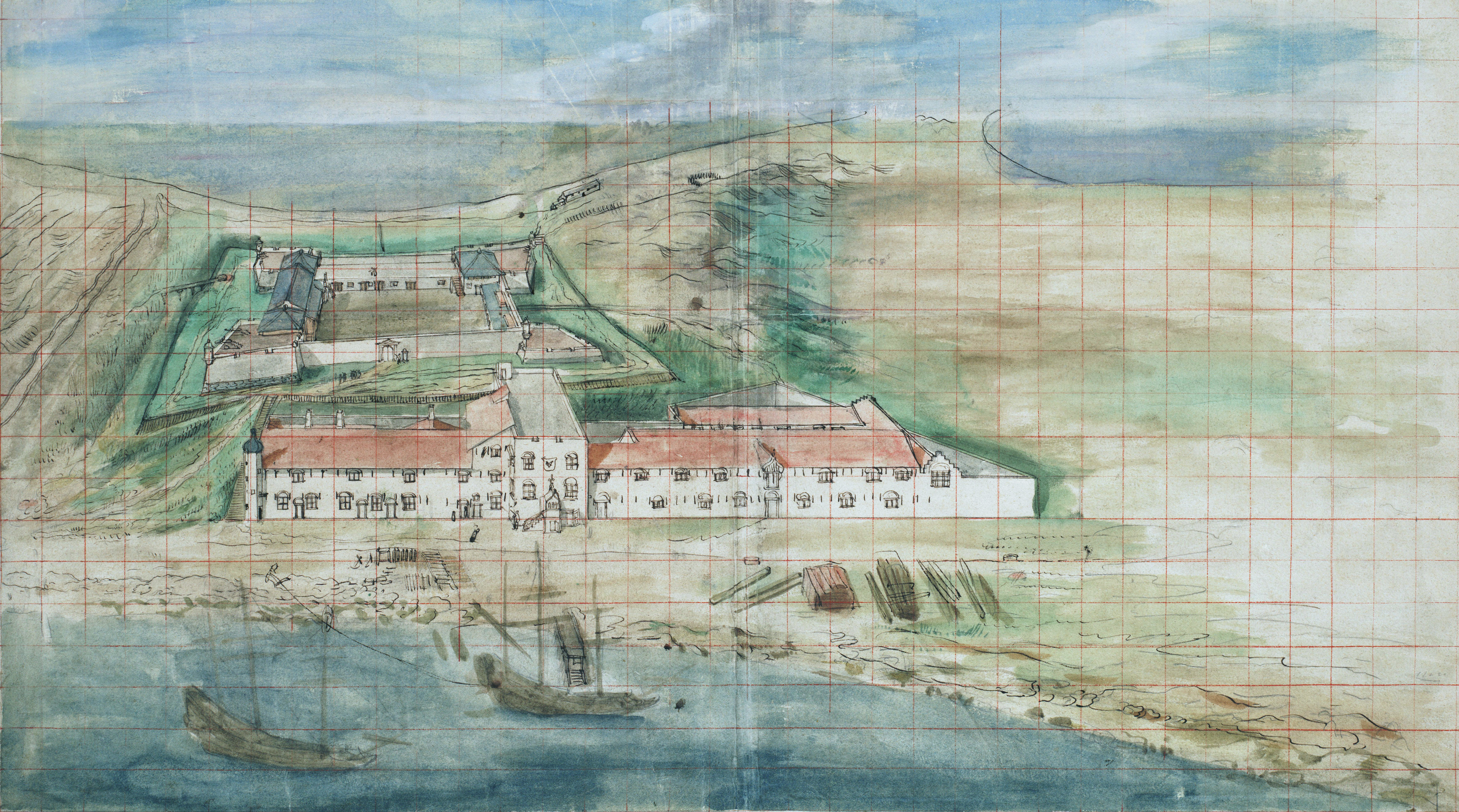
A Tajnan város (Tainan város) közelében álló Fort Zeelandia képe, a képet 1635 körül festették. A hágai Nemzeti Levéltár gyűjteményében található

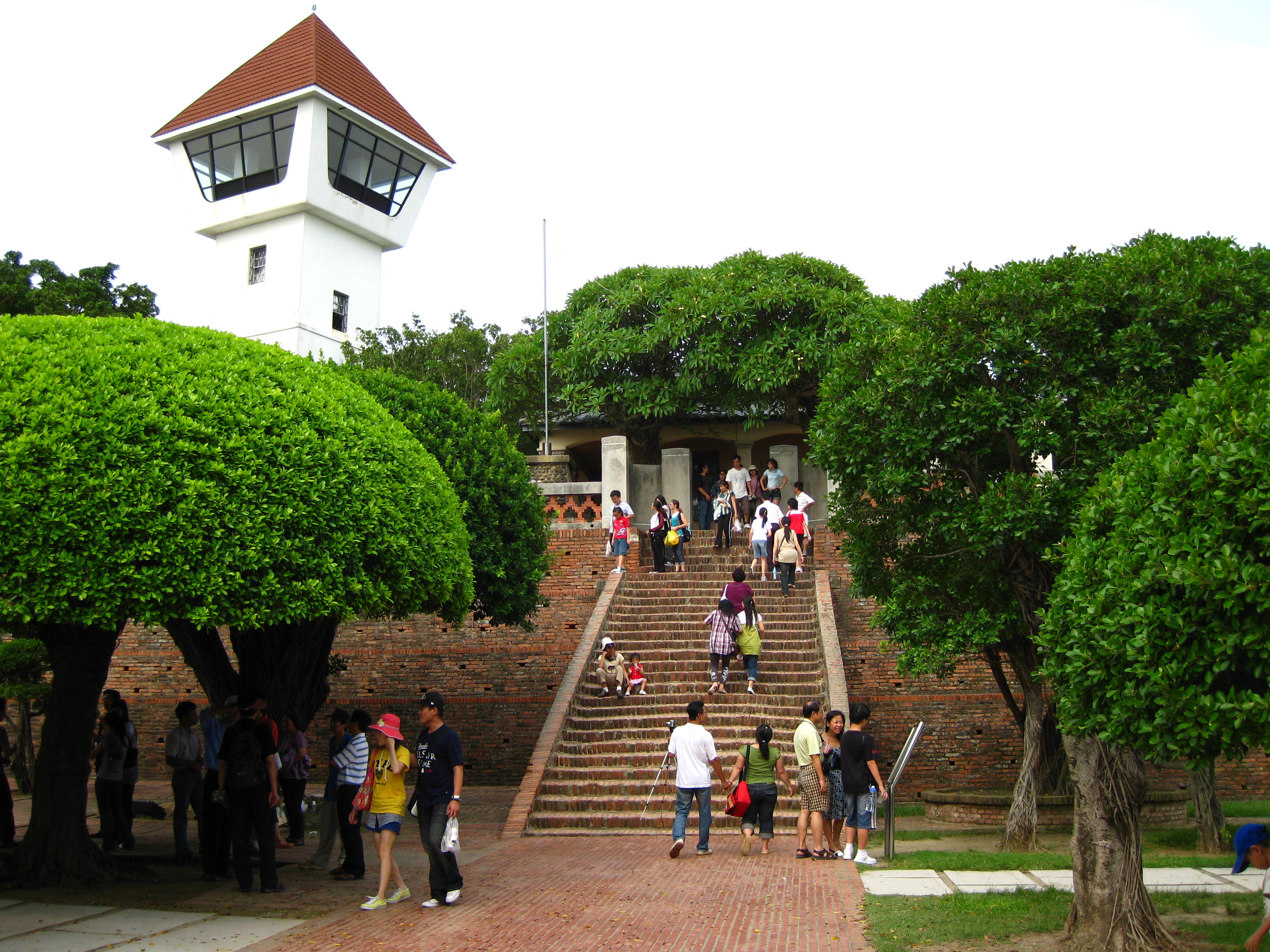
A Fort Anping napjainkban

A Fort Zeelandia (熱蘭遮城, pinjin: rèlánzhē chéng) erődítményt Tajvan szigetén építtette a Holland Kelet-indiai Társaság (Verenigde Oostindische Compagnie), Anping város közelében. Az erődöt 10 év alatt, 1624 és 1634 között építették fel a Tajvan szigetén 38 évig tartó holland gyarmati uralom alatt. Az erőd a sziget (akkori nevén Formosa) nyugati részén található. Az erődítményt az évek során hívták Narancs Városnak (奧倫治城), Anping városának (安平城) és Tajvan városának (台灣城), a jelenlegi neve Fort Anping (安平古堡).
A hollandok Tajnan megye (台南縣, Tainan megye) partvonala mellett egy homokos földnyelvet választottak ki az erőd helyszínéül, ami lehetővé tette, hogy az erőd közvetlen kapcsolatban álljon a holland flottával, és egy esetleges ostrom során könnyebb legyen a védőket felmenteni, illetve ellátni. Sajnálatos módon a kiválasztott helyen nem voltak megfelelő az ivóvízellátás, amelyet a szárazföld belsejéből kellett az erődbe vezetni.
Az erőd építéséhez használt építőanyagokat Jáva szigetéről szállították ide a hollandok, míg a kötőanyagot helyben keverték cukorból, homokból, rizsből és őrölt kagylóhéjból. Az erődöt három koncentrikus kört formázó falrendszer vette körül, míg az erőd négy sarkán hatalmas bástyákat emeltek.
1661. április 30-án a kínai Kuo-hszing-je (國姓爺, Guoxingye) tábornok ostrom alá vette az erődöt, amelyet akkor 2000 holland katona védelmezett. A támadók 400 hadihajóval és 25 000 fős sereggel rendelkeztek. A 9 hónapos ostrom alatt a hollandok 1600 főt veszítettek és csak akkor adták meg magukat, miután a felmentésükre indított holland hajóhad vereséget szenvedett. A megadásra 1662. február 1-jén került sor, mikor a védőknek elfogyott az ivóvize és esély sem volt arra, hogy Jakartából felmentsék őket.
A Kuo-hszing-je (Guoxingye) és a holland védők között született megállapodás értelmében, amelyet holland részről Frederik Coyet, a sziget holland kormányzója írt alá, a hollandok átadták az erődítményt és minden ott található kereskedelmi és egyéb ingóságot, amelyek a VOC tulajdonát képezték. Ennek fejében az összes életben maradt holland katona és családtagjaik szabad elvonulást kaptak személyes ingóságaikkal együtt.
1672. február 9-én Frederik Coyet átadta az erőd kulcsait és megmaradt erőivel Jakartába hajózott. Ezzel véget ért a Tajvan szigete feletti 38 éves holland uralom.

## Lásd még
- Tungning Királyság